# Coulombs-en-Valois
Coulombs-en-Valois je francouzská obec v departementu Seine-et-Marne v regionu Île-de-France. V roce 2011 zde žilo 625 obyvatel.

## Sousední obce
Brumetz (Aisne), Crouy-sur-Ourcq, Dhuisy, Gandelu (Aisne), Germigny-sous-Coulombs, Montigny-l'Allier (Aisne), Vendrest

## Vývoj počtu obyvatel
Počet obyvatel 